# Jenny Owens
Jenny Owens (Sydney, 17 maggio 1978) è un'ex sciatrice alpina e sciatrice freestyle australiana.

## Biografia

### Stagioni 1996-2002
La Owens iniziò la sua carriera nello sci alpino: in Australia New Zealand Cup ottenne il primo podio il 6 settembre 1995 a Mount Buller in slalom gigante (3ª) e la prima vittoria il 27 agosto 1998 a Thredbo nella medesima specialità. Esordì in Coppa del Mondo il 17 dicembre 1999 a Sankt Moritz in discesa libera (46ª) e ai Campionati mondiali a Sankt Anton am Arlberg 2001, dove si classificò 31ª nella discesa libera, 34ª nel supergigante, 31ª nello slalom gigante e 36ª nello slalom speciale.
Nella stagione 2001-2002 vinse l'Australia New Zealand Cup; nel prosieguo dell'annata ottenne il miglior piazzamento in Coppa del Mondo, il 13 gennaio 2002 a Saalbach-Hinterglemm in combinata (17ª), e partecipò ai XIX Giochi olimpici invernali di Salt Lake City 2002, sua prima presenza olimpica, dove si piazzò 29ª nella discesa libera, 29ª nel supergigante, 9ª nella combinata e non completò lo slalom gigante.

### Stagioni 2003-2012
Ottenne l'ultima vittoria, nonché ultimo podio, in Australia New Zealand Cup il 30 agosto 2002 a Whakapapa in slalom gigante e anche in quella stagione 2002-2003 vinse il trofeo continentale oceaniano; ai successivi Mondiali di Sankt Moritz 2003, sua ultima presenza iridata nello sci alpino, non completò il supergigante. Prese per l'ultima volta il via in Coppa del Mondo il 10 gennaio 2004 a Veysonnaz in discesa libera (47ª); in seguito, pur continuando a prendere parte a gare minori di sci alpino, dalla stagione 2005-2006 si dedicò principalmente al freestyle, specialità ski cross, ed esordì nella disciplina in occasione della tappa di Coppa del Mondo disputata il 20 gennaio 2006 a Kreischberg (8ª).
Ottenne il primo podio in Coppa del Mondo il 16 gennaio 2008 a Flaine (2ª) e in Australia New Zealand Cup il 25 agosto 2008 a Mount Hotham (2ª). Ai Campionati mondiali di Inawashiro 2009 e di Dear Valley 2011 si classificò rispettivamente al 15º e al 5º posto; ottenne l'ultimo podio in Coppa del Mondo l'11 febbraio 2011 a Blue Mountain (3ª) e l'anno dopo XXI Giochi olimpici invernali di Vancouver 2010 si piazzò al 13º posto

### Stagioni 2013-2017
Ottenne l'unica vittoria in Australia New Zealand Cup il 18 agosto 2012 a Mount Hotham e l'ultimo podio il giorno successivo nella medesima località (2ª); ai Mondiali di Oslo/Voss 2013, sua ultima presenza iridata, fu 26ª. Prese per l'ultima volta il via in Coppa del Mondo il 25 gennaio 2014 a Kreischberg (15ª) e ai successivi XXII Giochi olimpici invernali di Soči 2014, sua ultima presenza olimpica nonché ultima gara nel freestyle, si classificò al 12º posto.
Dalla stagione 2015-2016 tornò a gareggiare nello sci alpino, per lo più in gare FIS e nazionali ma prendendo il via anche in alcune tappe di Nor-Am Cup e di Coppa Europa, fino al definitivo ritiro, avvenuto in occasione della discesa libera di Coppa Europa disputata il 25 gennaio 2017 a Davos e chiusa dalla Owens al 50º posto.

## Palmarès

### Sci alpino

#### Coppa del Mondo
- Miglior piazzamento in classifica generale: 114ª nel 2002

#### Coppa Europa
- Miglior piazzamento in classifica generale: 43ª nel 2001
- 2 podi:
  - 1 secondo posto
  - 1 terzo posto

#### Australia New Zealand Cup
- Vincitrice dell'Australia New Zealand Cup nel 2002 e nel 2003
- Vincitrice della classifica di discesa libera nel 2002
- Vincitrice della classifica di slalom gigante nel 1999
- Vincitrice della classifica di slalom speciale nel 2003
- 16 podi:
  - 6 vittorie
  - 5 secondi posto
  - 5 terzi posti

##### Australia New Zealand Cup - vittorie
| Data           | Località     | Paese         | Specialità |
| -------------- | ------------ | ------------- | ---------- |
| 27 agosto 1998 | Thredbo      | Australia     | GS         |
| 18 agosto 1999 | Coronet Peak | Nuova Zelanda | GS         |
| 14 agosto 2002 | Thredbo      | Australia     | SL         |
| 29 agosto 2002 | Whakapapa    | Nuova Zelanda | SL         |
| 30 agosto 2002 | Whakapapa    | Nuova Zelanda | GS         |
| 30 agosto 2002 | Whakapapa    | Nuova Zelanda | GS         |

Legenda:

GS = slalom gigante

SL = slalom speciale

#### Campionati australiani
- 10 medaglie:
  - 5 ori (slalom gigante nel 1999; slalom gigante nel 2002; slalom gigante, slalom speciale nel 2003; slalom gigante nel 2009)
  - 2 argenti (slalom speciale nel 1996; slalom gigante nel 2017)
  - 3 bronzi (slalom gigante nel 1997; slalom gigante nel 2001; slalom speciale nel 2017)

### Freestyle

#### Coppa del Mondo
- Miglior piazzamento in classifica generale: 21ª nel 2008
- Miglior piazzamento nella classifica di ski cross: 7ª nel 2008
- 4 podi:
  - 2 secondi posti
  - 2 terzi posti

#### Coppa Europa
- Miglior piazzamento nella classifica di ski cross: 22ª nel 2013
- 1 podio:
  - 1 terzo posto

#### Australia New Zealand Cup
- Vincitrice della classifica di ski cross nel 2013
- 3 podi:
  - 1 vittoria
  - 2 secondi posti

##### Australia New Zealand Cup - vittorie
| Data           | Località     | Paese     | Specialità |
| -------------- | ------------ | --------- | ---------- |
| 18 agosto 2012 | Mount Hotham | Australia | SX         |

Legenda:

SX = ski cross